# Zavelenberg
Le Zavelenberg ou Mont de sable est situé aux confins de la commune bruxelloise de Berchem-Sainte-Agathe, le long de l'avenue Charles Quint qui mène à l'autoroute d'Ostende. Ce plateau campagnard de pâturages et de bois offre un panorama un peu anachronique à l'entrée de la ville, en face d'un important centre commercial, le Basilix, et au bord d'une voie rapide.

## Histoire[1]
Le plateau du Zavelenberg s'étendait bien au-delà, du temps où la commune de Berchem-Sainte-Agathe englobait une partie du territoire de Ganshoren jusqu'au Molenbeek et à la chaussée de Gand. Son nom rappelle l'existence, à cet endroit, d'une carrière de pierre de Baleghem enfouie dans du sable, qui a modelé le relief du site, comme dans les bois voisins du Laerbeek, du Poelbos et de Dieleghem. Certains y ont vu l'indice de la présence d'un tumulus de l'époque romaine, sans qu'aucun élément ne vienne étayer cette thèse.

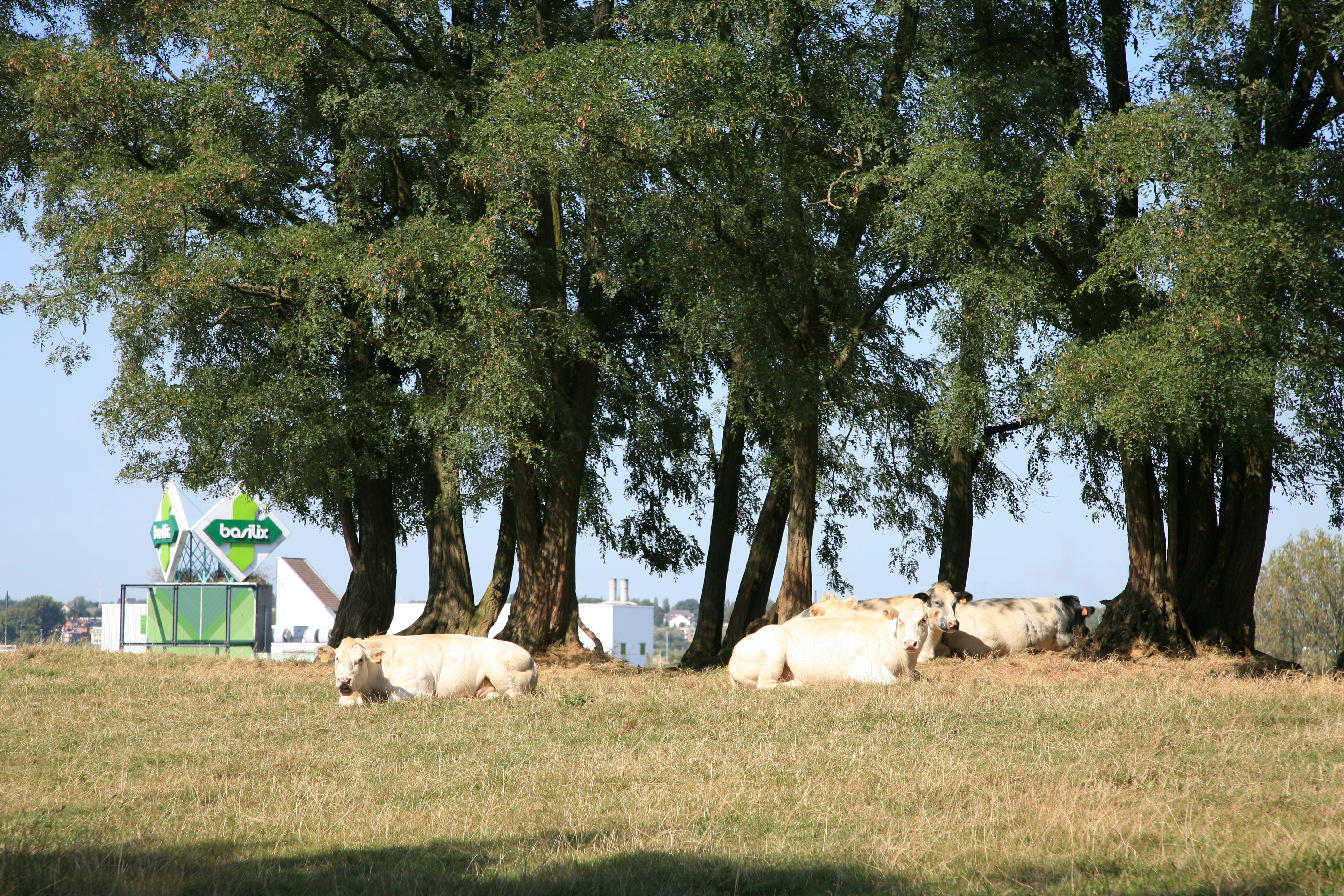
Les gardiennes du Basilix

Par contre, plusieurs indices viennent confirmer l'existence, rue Openveld, d'une ferme-château déjà mentionnée sur des plans de 1660 et démolie après la Première Guerre mondiale : la drève de marronniers, la présence de beaux arbres d'ornement et les vestiges de soubassements en pierre bleue. Cette ferme, occupée au XXe siècle par un horticulteur, puis par un débit de boisson, n'existe plus aujourd'hui. Le centre du site a été exploité jusqu'en 2018 comme prairie à vaches par un fermier des environs, à l'emplacement d'un ancien bois défriché.
L'urbanisation rapide de Berchem-Sainte-Agathe et de Ganshoren après la construction de l'avenue Charles-Quint, axe majeur vers la Flandre et la mer, a fortement réduit le périmètre du Zavelenberg qu'elle coupe d'ailleurs définitivement en deux. Protégé depuis 1989, une partie de son reliquat de 16 hectares a été racheté en 1991 par la Région bruxelloise à la Société nationale du Logement qui voulait y construire des habitations sociales, suivant un plan d'aménagement adopté trente ans auparavant. 

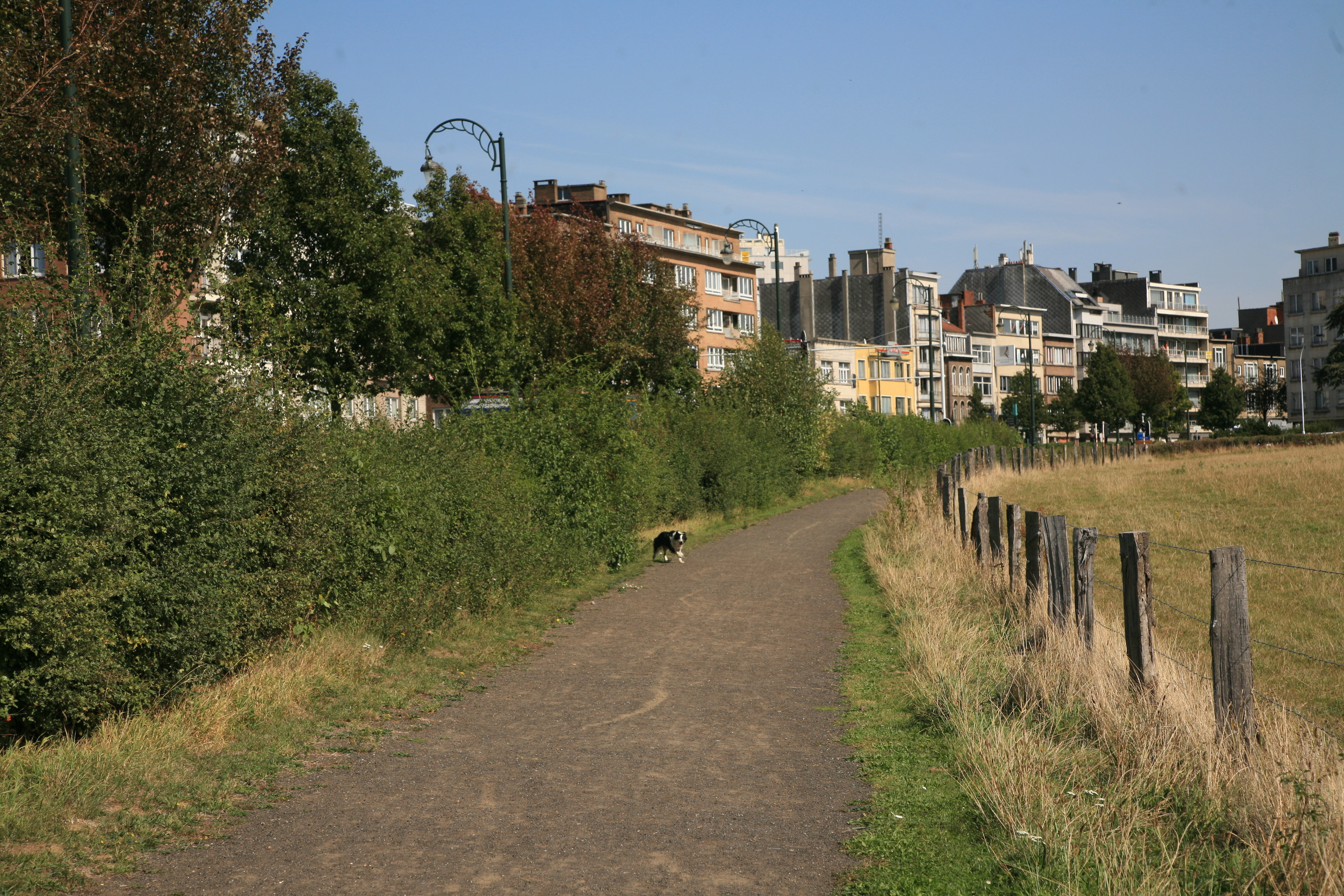
Sentier de la promenade verte régionale

De parcimonieuses interventions visent à recréer le paysage rural ancien avec ses haies, ses clôtures traditionnelles et ses boqueteaux d'arbres. Le site étant partiellement privé, il n'est accessible que par un chemin, récemment aménagé, qui longe la colline boisée entre les rues Openveld et de Termonde. La promenade verte régionale emprunte en outre un sentier aménagé entre le clos du Zavelenberg et l'avenue Charles Quint.

## Une colline rurale en pleine ville[1]

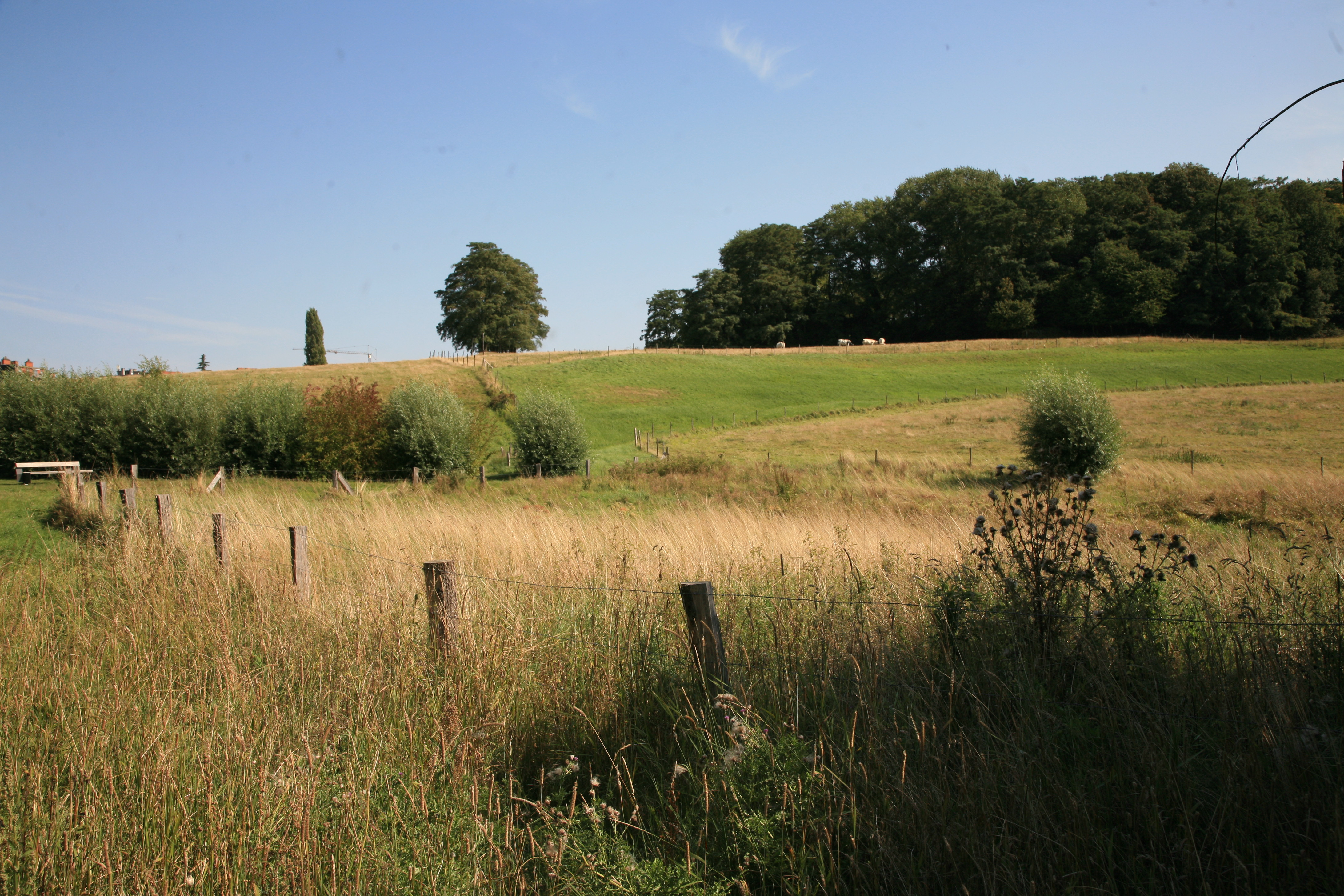
Bois et patures

Relique de bocage rural remarquable, le Zavelenberg est dominé par une colline boisée privée, flanquée d'un ravin profond occupé par une mare, d'un marais à l'ouest et de prairies en pente douce légèrement vallonnées. La colline est couverte d'un mélange d'essences forestières telles que robiniers, érables, marronniers, frênes et peupliers. Le massif forestier est entouré de ronciers et de clôtures qui le séparent de la prairie.
Au pied d'un talus escarpé, coule un ruisseau. Il descend vers une dépression humide qui abrite quelques hellébores verts, plantes à fleurs entièrement vertes très rares à Bruxelles. On y observe également la présence de l'ail des ours, spécifique des talus dont le sol est fort calcaire. Une peupleraie ancienne abrite un sous-bois à la végétation variée : anémone sylvie, ficaire fausse-renoncule, gouet tacheté, épipactis helléborine.
Les prairies qui couvrent l'essentiel du site sont de trois types, en fonction de leur régime hydrique :
- Prairies récentes établies sur remblais le long de l'avenue Charles Quint dont elles sont aujourd'hui séparées par une triple rangée de haies formées d'essences indigènes ;
- Prairies sur sol drainé le long de la rue de Termonde, plantées de quelques arbres remarquables : hêtres, charmes et érables ;
- Prairies non pâturées dans la dépression humide où la végétation est plus variée et, dans le bas, de type marécageux : menthe aquatique, joncs épars, cirse maraîcher, grande prêle, valériane, cardamine des prés et angélique des bois.